# Decennier – sånger från en annan tid
Decennier – sånger från en annan tid släpptes den 7 december 2005 och är ett coveralbum av den svenske sångaren Björn Skifs där han sjunger sånger från 1930-, 40-talet, 50- och 60-talen. För albumet fick han även en Grammis i kategorin "Årets schlager-dansband". 

## Låtlista
1. Underbart är kort
2. En stilla flirt
3. Med dig i mina armar
4. Utan dej
5. Nu tändas åter ljusen i min lilla stad
6. Havet, vinden och stjärnorna
7. En månskenspromenad
8. Följ mej bortåt vägen
9. Regntunga skyar
10. Den dagen visorna dör
11. Till dig
12. Nattens melodi

## Listplaceringar
| Lista (2005-2006) | Topplacering |
| ----------------- | ------------ |
| Sverige           | 1            |